# Imendani
Imendani su tradicija pripisivanja osobnih imena svakom danu u godini i proslava povezanosti posebnih dana s onima po kojima je taj dan imenovan. Ta je tradicija svojstvena za različite katoličke i istočne pravoslavne zemlje, a vrlo je raširena i u nordijskim zemljama, posebice u Švedskoj i Finskoj. U Švedskoj, primjerice, 28. siječnja ima ime Karl (ponekad pisano Carl) pa Šveđani toga dana proslavljuju imendan kralja Karla Gustava kao i svih drugih ljudi koji se tako zovu.

## Povijest
Na kršćanskom se Istoku prvo pojavio običaj da kršćenicima umjesto kršćanskih daju biblijska imena odnosno imena svetaca i mučenika. Od 13. stoljeća ovaj se običaj ustalio i na kršćanskom Zapadu. Narodna su imena i dalje bila omiljena pa je Rimskim obrednikom 1614. odredilo da svećenik kršteniku uz narodno ime doda i svetačko te je tako uvedeno i slavljenje imendana na kalendarski dan svetca čije ime nosi krštenik.
Proslava imendana je tradicija u katoličkim zemljama koja potječe još iz srednjeg vijeka. Imendani potječu iz popisa praznika koji se slave kao sjećanje na svetce i mučenike Katoličke Crkve. Na primjer, ime Karl ili Carl (koje se slavi u Švedskoj 28. siječnja) u početku je bilo Carolus Magnus, latinski oblik Karla Velikog, te sjećanje na njegovu smrt na taj datum. Crkva je promicala proslavu imendana (ili radije svetačkih dana) nad rođendanima, jer su se potonji smatrali dijelom poganske tradicije.
Svugdje gdje se pojavljuju imendani, sastavlja se službeni popis koji sadržava trenutna dodjeljivanja imena svim danima u godini. Postoje različiti popisi za Finsku, Švedsku i ostale zemlje koje slave imendane, iako se u mnogim zemljama neka imena slave istoga dana. Od 18. stoljeća do danas popis imendana je preinačen u Švedskoj i Finskoj, dok se u drugim zemljama to nije dogodilo.

## Imendani u različitim zemljama

### Hrvatska
Hrvati njeguju narodna imena. Imendane slave odlaskom na liturgijsku proslavu svojega svetca imenjaka. Slavlje je popraćeno gozbom s ukućanima i prijateljima.

### Nordijske zemlje
Tijekom srednjovjekovnog razdoblja imendani su imali malo značenje u nordijskim zemljama, izuzevši proslave svetaca zaštitnika različitih gilda. Slavljenje imendana raširilo se u 17. stoljeću u početku na kraljevskom dvoru i među aristokracijom, a kasnije i među cjelokupnim stanovništvom. Švedska Crkva promicala je proslavu imendana nad rođendanima, jer su se potonji smatrali dijelom poganske tradicije.

#### Švedska
Od 18. stoljeća imena koja je koristila kraljevska obitelj uvedena su na švedski popis imendana, a iza njih su slijedila uobičajena imena. Godine 1901. napravljena je opsežna modernizacija koja je osuvremenila popis s tadašnjim imenima. Monopol na almanahe, koji je imala Švedska kraljevska akademija znanosti, istekao je 1972., a zajedno s njim i popis službenih imendana. Počeli su se pojavljivati konkurentni popisi imendana, ali je službeni popis zadržan u općoj uporabi do 1986. kada je postignuta suglasnost o novom popisu koji je imao tri imena svakoga dana. Popis je izmijenjen 1993. i smanjen je broj imena na dva za svaki dan. Ipak rašireno nezadovoljstvo s popisom potaknulo je Švedsku akademiju da sastavi novi dvoimeni popis koji je napokon prihvaćen i uveden u uporabu 2001. Iako nema službeni status kao popisi iz 1901. ili ranijih godina, ovaj se popis univerzalno koristi u Švedskoj.

#### Finska
Finci danas slave svoje imendane (ili nimipäivä) prema vlastitom imenu koji je pripisan danu u kalendaru koji izdaje Kalendarski ured (Almanakkatoimisto) Helsinškog sveučilišta. Sveučilište posjeduje autorsko pravo na popis imena i njihove odgovarajuće datume.

### Grčka
U Grčkoj, na Kreti i Cipru uobičajeno je slaviti imendan umjesto rođendana.
Prema Ortodoksnoj Crkvi, svaki dan u godini posvećen je sjećanju na svetca ili mučenika iz Svetog Pisma ili Svete Tradicije. Ako je netko nazvan po svetcu, onda se radi velika proslava na njegov/njezin imendan. Darivaju se darovi, pripremaju se svečana jela i deserti, a pripreme se rade za otvorenu kuću. Imendani obično padaju na isti datum svake godine. To su tzv. nepomični imendani. Postoje dakako i „pomični” imendani koji svake godine padaju na drugi datum.

### Poljska
U Poljskoj su se imendani (imieniny na poljskom) široko slavili umjesto rođendana, pa većina kalendara sadrže imena koja se slave svakog dana. Proslave imendana u Poljskoj tradicionalno uključuju okupljanje prijatelja i obitelji u slavljenikovoj kući za stolom na večeri nakon čega slijedi pijenje i druženje. Proslava obično sadrži pjevanje pjesme Sto lat (doslovno znači 'sto godina' ili 'živio do 100').

### Latvija
U Latviji imendani (na latvijskom vārdadienas) padaju na određene datume pa je svaki dan (osim 29. veljače u prijestupnoj godini) nečiji imendan. Latvijski kalendari obično popisuju do četiri imena svakog dana – oko 1000 imena u godini. Nedavno je objavljen prošireni kalendar s oko 5000 imena, a na internetu se može pronaći nekoliko proširenih kalendara koji popisuju imena čak i za 29. veljače. Nije sigurno da li potječu iz istog izvora, ali među njima postoje sličnosti. 29. veljače je popularan datum za proslavu imendana onih koji nemaju imendan. Drugi takav datum je 22. svibnja. Ljudi koji nemaju imendane u uobičajenim kalendarima mogu uživati u varijacijama kada proslaviti imendan - 29. veljače ili 22. svibnja, a ako imaju ime koje se nalazi na proširenom kalendaru ili crkvenom kalendaru, onda mogu proslaviti imendan na datum koji je ondje popisan (tako u prijestupnoj godini takva osoba može izabrati za proslavu od 2 do 4 datuma). Latvijski imendanski kalendar dopunjuje se u jednogodišnjim ili dvogodišnjim intervalima. Svatko može predložiti ime za kalendar, obično slanjem molbe Državnom jezičnom centru ("Valsts valodas centrs"; mnogo bolji prijevod bi bio "Centar službenog jezika Latvije"). Proslave su veoma nalik rođendanskim proslavama. Popularne su proslave imendana na nečijem radnom mjestu - onaj koji ima imendan obično priprema zakusku za čestitare, a tijekom dana kolege dolaze jedan za drugim s cvijećem, slatkišima i malim poklonima da ga pozdrave. Ponekad se, posebno u manjim kompanijama, postavlja određeno vrijeme za glavne proslave. U školi se očekuje da netko dođe sa slatkišima za svoje suučenike i nastavnike. Proslava imendana kod kuće nije toliko popularna kao proslava rođendana, iako se može razlikovati ovisno o razdoblju vremena između nečijeg rođendana i imendana. Obično će netko pojesti kolač sa svojim članovima kućanstva, a vjerojatno će dobiti i darove.

## Više informacija
- Kalendar svetaca
- Dani zastave u Finskoj, Dani zastave u Švedskoj
- Praznici u Finskoj, Praznici u Švedskoj
- Finski kalendar, Švedski kalendar

## Vanjske poveznice
- Imendanski monopol u Finskoj
- Švedska imena – na švedskom
- Popis iz 2001. – informacija o popisu iz Švedske akademije – na švedskom
- Prošireni latvijski kalendar s imendanima[neaktivna poveznica] – na latvijskom (prva su abecednim redom imena djevojčica, druga imena dječaka, treći popis je po mjesecima; imena koja su u uobičajenom kalendaru naznačena su zelenom.)